# 기다린다
《기다린다》(Waiting)는 한국에서 제작된 김종관 감독의 2007년 드라마 영화이다. 정대훈 등이 주연으로 출연하였다.

## 출연

### 주연
- 정대훈
- 권다현

## 제작진
- 믹싱: 표용수